# Alain Longet
 (avril 2021).
Alain Longet né en 1950 à Chalon-sur-Saône est un sculpteur, peintre, photographe et musicien français. 

## Biographie
Né en 1950 à Chalon-sur-Saône dans le quartier de Saint-Gobain. Désigné  artiste Meilleur ouvrier de France dans la catégorie « artiste peintre sculpteur ». Alain Longet habite à Saint-Martin-sous-Montaigu. Il est aussi musicien, batteur et auteur-compositeur. Il a été Président de grande région de la Société des Meilleurs ouvriers de France à Paris, président des MOF de Saône-et-Loire et responsable du concours prestigieux meilleurs apprentis de France (MAF) président de la région Bourgogne.  
Alain Longet est créateur de sculptures et inventeur de la guitare d'or trophée remis aux stars du Showbiz. Ami de Danyel Gérard, il lui a remis cette guitare d'or à l'Olympia ainsi qu'à Michel Mallory auteur de Johnny Hallyday et à Michael Jones. Alain Longet a exposé au Grand Palais à Paris et au palais de l'Élysée en 2008. Alain Longet est ambassadeur des métiers de l'industrie ministère de l'Éducation nationale (Académie de Dijon) transmettant sa passion artistique et son savoir aux jeunes afin de les guider dans un métier de passion. Longet a été Jury des Olympiades des métiers et jury du concours des meilleurs apprentis de France. Il a créé sa société Artmétal Fondation Sculptural (AFS), qui a été en 2015 agréée par le ministère de l’Éducation nationale de l'Enseignement technique et de la Recherche, Académie de Dijon.

## Travail artistique
Alain Longet est un autodidacte. En 1957, il commence à réaliser des petites sculptures de récupérations où il insère de vieux ciseaux ou autres outils mécaniques. Plus tard dans les années 1970, il crée le Vivart et Vivart's pour les États-Unis où il expose une centaine d'œuvres. Le Vivart est l’appellation donnée à ses œuvres réalisées avec des objets ou pièces mécanique usés et rejetés par la société. Il fait des émules grâce à sa médiatisation parisienne et la revue Beaux Arts magazine, lors de ses expositions au centre d'art européen à Paris ou au sein des galeries. Plusieurs associations d'artistes exposent sous le nom de Vivart de nos jours[Quand ?]. Le mouvement Récup Art's est né sous l'impulsion de ses expositions où, en direct devant public, il réalisait  des sculptures vivart récup art's. L'artiste a ensuite travaillé à des œuvres plus monumentales et protechniques[Quoi ?].
Il publie deux recueil de poèmes dont l'un, Mon refuge, est par l'écrivain bourguignon Henri Vincenot[réf. nécessaire]. L'artiste est aussi compositeur, interprète et musicien.
Reconnu dans le monde de l'art, il expose souvent à Paris et aux États-Unis où il a exposé au Salon ArtExpo à New-York. 
Alain Longet obtient le titre de meilleur ouvrier de France en 2007 en plomberie fontainerie. 
Il crée le trophée de la Guitare d'or pour l'industrie du spectacle qu'il remettra  personnellement sur la scène de l'Olympia avec tous les artistes de la génération du rock à Danyel Gérard, où Alain Longet chantera avec tous les artistes présents un hommage au Rock and roll un bœuf magistral. La Guitare d'or sera aussi remise à Michel Mallory et à Michael Jones ainsi qu'une Rose d'or à Jeane Manson à Beauvais lors d'un grand concert au parc Saint-Paul. 
Il crée le trophée Tremplin Rock, remis en salle de spectacle lors du tremplin Rock[réf. nécessaire].
Longet a réalisé plusieurs monuments, dont un mémorial pour des aviateurs alliés abattus en vol pendant la Seconde Guerre mondiale ville de assenay en Saône et Loire , et La Déesse de la renaissance, œuvre de trois mètres de haut en inox conservée dans la grande salle du nouvel hôpital de Chalon-sur-Saône, un vélo de course monumental en inox pour la ville de Fragnes (Saône-et-Loire), un skieur de six mètres pour Megève et un basketteur de 5,50 m à Miami en Floride {USA}. Un vigneron de 6,50 mètres pour la ville de Rully bourgogne France Il est le créateur de la sculpture du plus grand Rugbyman inox  qui est au stade de rugby à Beaune soit 13 mètres de haut et 4 tonnes 5 d'inox . Monument " Hommage à la musique ,musiciens du monde  "   de 6 mètres de large  3 mètres de large et 6 mètres de haut tout en inox Don pour la ville de  Palavas les Flots en bord de mer Boulevard Maréchal Joffre , un musée de son vivant  en plein air lui sera consacré au sein d'un grand parc de la ville de 22 oeuvres dont son célèbre TOUTANKHAMON inox  . Une œuvre Inox pour la St TOLIX à Autun France 
En novembre 2012, Longet expose un Toutankhamon de quatre mètres au Grand Palais à Paris pour Art en Capital sous le patronage du président de la République[réf. nécessaire]. 
Il est le créateur du projet de la sculpture du plus grand Rugbyman du Monde intitulée Naissance d'un géant, en inox de 12 mètres de haut. Cette œuvre a été réalisée avec des professeurs et leurs élèves, les jeunes et anciens du Racing club chalonnais[réf. nécessaire]. Alain Longet fonde la St Artmetal Fondation Sculptural et en devient le président. Sa société a été agréée par le ministère de l’Éducation nationale (Académie de Dijon) en novembre 2015, référencée comme société de création d'art sur métaux dont l'inox en est la matière première. Longet a instauré le travail sur inox au sein de lycées afin de faire découvrir aux jeunes une autre technique du travail de la chaudronnerie, tôlerie et tuyauterie. L'artiste amène les jeunes élèves à entrer dans le métier de la chaudronnerie par le côté ludique et artistique dans les années 1980.
En 2018, il crée une œuvre d'art en inox composée de guitares et d'un violon en hommage à Johnny Hallyday, qu'il nomme L'Envie d'avoir envie. Ainsi, plusieurs grandes villes françaises, comme Cap d'Agues  Nice, ont manifesté leur intérêt pour cet ensemble d'instruments à cordes argentés.
Alain Dadjo Longet  est Sociétaire du Cercle Municipal des GOBELINS et des beaux ARTS de la ville de PARIS 

## Expositions, commandes publiques et assimilées
- Réalisation d'un mémorial pour la ville de Sassenay.
- Réalisation d'un mémorial la ville de Fragnes.
- La Déesse de la renaissance pour le nouveau centre hospitalier William Morey à Chalon-sur-Saône.
- Un Basketteur géant en inox à Miami.
- Un œuf géant au musée international de l'œuf Créateur du Vivart's Artmetal et du Mouvements Recup's Art.
- Créateur et artiste peintre Le Jardin d'Eden.
- Le Skieur de Megève, inox, 6 mètres, à Megève.
- Réalisation d'une œuvre entre ciel et terre au musée de Saint-Pierre-de-Chartreuse.
- Lanceur de l'idée de réaliser un monument à la maison du Charolais à Charolles.
- Réalisation d'une sculpture monumental en inox pour Rully, œuvre de 6,50 mètres de haut à l'entrée du village, intitulée Le Vigneron de Rully.

### Expositions personnelles
- En permanence à la galerie Artmls à Miami.
- Galerie Arthau Mennen, Belgique.
- ArtExpo, New York.
- Belfort International expo.
- Dijon.
- Paris, centre européen art.
- Grand Palais, Art en Capital.
- Paris, parc floral.
- Palais de l’Élysée, Paris.
- Lyon, centre d'art.

## Publications
- Deux recueils de poésies dont l'un est préfacé par Henri Vincenot : 
  - La pluie de la Raison (préfacé par Henri Vincenot), Saint-Germain-Des-Prés, 1984 (ISBN 9782243023909) ;
  - Mon Refuge, La Pensée Universelle, 1er mars 1979.
- Deux catalogues sur quelques-unes de ses œuvres. Alain Longet a reçu au Sénat la médaille d'or au progrès. Il a été médaillé et diplômé pour son œuvre Artmétal.
- Auteur de deux textes pour un grand orchestre Fred Rabold avec qui ses deux chansons figurent sur un 33 tours sorti en Allemagne[réf. nécessaire]. Alain Longet a édité un 45 tours, de deux titres sur la Bourgogne. Un CD Le vieux clown et de nombreux concerts. Il a chanté sur scène lors d'un gala Âge tendre et tête de bois  avec Albert Raisner. Passage à l'Olympia avec Génération Rock. La musique, les textes et l'interprétation n'étaient pas une fin en soi pour l'artiste qui voulait être plasticien sculpteur ce qu'il a réussi fortement où il a ouvert les portes toutes grandes sur les expositions nationales et internationales. De nombreuses revues et journaux, médias télé ont mis sur le devant l'art protechnique[Quoi ?] de Longet[réf. nécessaire].

## Distinctions
- Croix d'or de l'enseignement et d'éducation sociale Paris[Quand ?]
- Prix de sculpture international sur bois Jacques Brel.
- Prix national grand prix de France des Arts Plastiques Paris.
- Prix national de sculpture sur neige.
- Médaille d’or au Progrès, Paris, Sénat.
- Médaille d'or de la poésie contemporaine française.
- Médaille d'honneur de la Société d'encouragement au bien remise par Alain Poher (président du Sénat).
- Diplôme d'honneur du festival des arts de Douala (Cameroun) décerné par le ministre de la Culture.
- Excellence Docteur Académicien au Portugal.
- Médaille d’or Arts-Sciences-Lettres, Paris Académie.
- Médaille argent de la Société l’Élite, Paris.
- Médaille d'argent du Mérite et dévouement français, Paris.
- Diplôme international de sculpture monumentale, médaille pré-olympique de sculpture sur neige.
- Médaille d'or internationale des arts.
- Médaille argent du mérite musical.
- Diplôme grand prix d’Europe du grand mérite musical.
- Sélection et diplôme sculpture glace en Chine.
- Diplôme international à l'exposition[Laquelle ?] de Belfort.